# Begonia strachwitzii
Begonia strachwitzii là một loài thực vật có hoa trong họ Thu hải đường. Loài này được Warb. ex Irmsch. mô tả khoa học đầu tiên năm 1913.